# 郝卫中
郝卫中（1961年—），男，山西平遥人，中国人民解放军中将。
1983年毕业于天津大学精仪学院。曾任太原卫星发射中心63729部队部队长。2006年，任太原卫星发射中心参谋长。2014年12月，任太原卫星发射中心司令员。2016年1月，任战略支援部队航天系统部副司令员。
2007年，晋升少将军衔。2019年12月，晋升中将军衔，升任战略支援部队副司令员兼参谋长。2023年，转任战略支援部队航天系统部司令员。